# Partia Postępowa Vermontu
Partia Postępowa Vermontu (ang. Vermont Progressive Party) – amerykańska partia polityczna założona w 1999, działająca w stanie Vermont o charakterze socjaldemokratycznym oraz socjalistyczno demokratycznym.

## Historia
Partia Postępowa Vermontu powstała na potrzeby kampanii wyborczej niezależnego kandydata Berniego Sandersa na burmistrza Burlington. Sam Sanders, wybrany do Izby Reprezentantów Stanów Zjednoczonych, a następnie do Senatu, nigdy oficjalnie nie wiązał się z Partią Postępową, ale właśnie wśród niej miał najwięcej zwolenników. Grupa jego zwolenników zorganizowała się jako Postępowa Koalicja na rzecz przyszłych wyborów.

## Postulaty
Program partii zawarty jest w 14 punktach:
1. W odniesieniu do rolnictwa celem jest ochrona i wspieranie lokalnych producentów rolnych tak, aby byli w stanie sobie poradzić ze skutkami globalnych zmian klimatycznych.
2. W sprawie praw obywatelskich postulują działania na rzecz pełnego i równego dostępu do edukacji, pracy, polityki mieszkaniowej. Wyznają politykę równości i 'pro-choice', a także chcą rozszerzenia pierwszej poprawki do konstytucji o prawa związane z pracą.
3. W zakresie wymiaru sprawiedliwości opowiadają się przeciw karze śmierci i postulują skoncentrowanie się na programach społecznych które uchronią ludzi przed popełnianiem przestępstw.
4. W sprawach gospodarczych m.in. promują spółdzielczość i łączenie się drobnych przedsiębiorców, płace wystarczające na godziwe utrzymanie się, politykę 'pełnego zatrudnienia', wspieranie lokalnej przedsiębiorczości, płacę minimalną w wysokości 7,50$
5. Domagają się wsparcia 'głównego nurtu' edukacji tj. w szkołach publicznych, zmian w systemie publicznego finansowania szkolnictwa oraz zwiększenia nakładów na szkolnictwo wyższe.
6. Należy cofnąć szkody już wyrządzone środowisku naturalnemu oraz zwiększyć jego ochronę przez wprowadzenie bądź zwiększenie limitów zanieczyszczeń
7. Dla rodzin chcą 12-tygodniowego urlopu macierzyńskiego dla obojga rodziców oraz zezwolić kobietom na karmienie piersią w miejscach publicznych
8. Wybory do obu izb Kongresu oraz prezydenckie powinny być bezpośrednie, nie jak dotychczas przez delegatów, zaś kandydaci na te urzędy winni upublicznić swoje zeznania majątkowe
9. Opieka zdrowotna powinna być powszechna i dostępna dla każdego
10. Należy wspierać budownictwo mieszkaniowe
11. Należy rozwijać standardy chroniące dane osobowe obywateli i dbać o ich należyte bezpieczeństwo
12. Należy zmniejszyć podatki dla większości obywateli
13. Należy rozwiązać problemy z transportem przed budową nowych dróg przez możliwie duże odciążenie ich z transportu towarowego oraz rozwój komunikacji publicznej
14. Należy upowszechniać korzystanie z odnawialnych źródeł energii elektrycznej oraz zamknąć elektrownię Vermont Yankee bez sprzedawania jej komukolwiek

## Wybrani przedstawiciele
| Przedstawiciele stanu Vermont w Izbie Reprezentantów - David Zuckerman - Chris Pearson - Sarah Edwards - Dexter Randall - Sandy Haas - Susan Hatch Davis | Władze lokalne - Burmistrz miasta Burlington Bob Kiss - Rada miasta Burlington - Jane Knodell - Tim Ashe - Clarence Davis |